# Суперзлодей

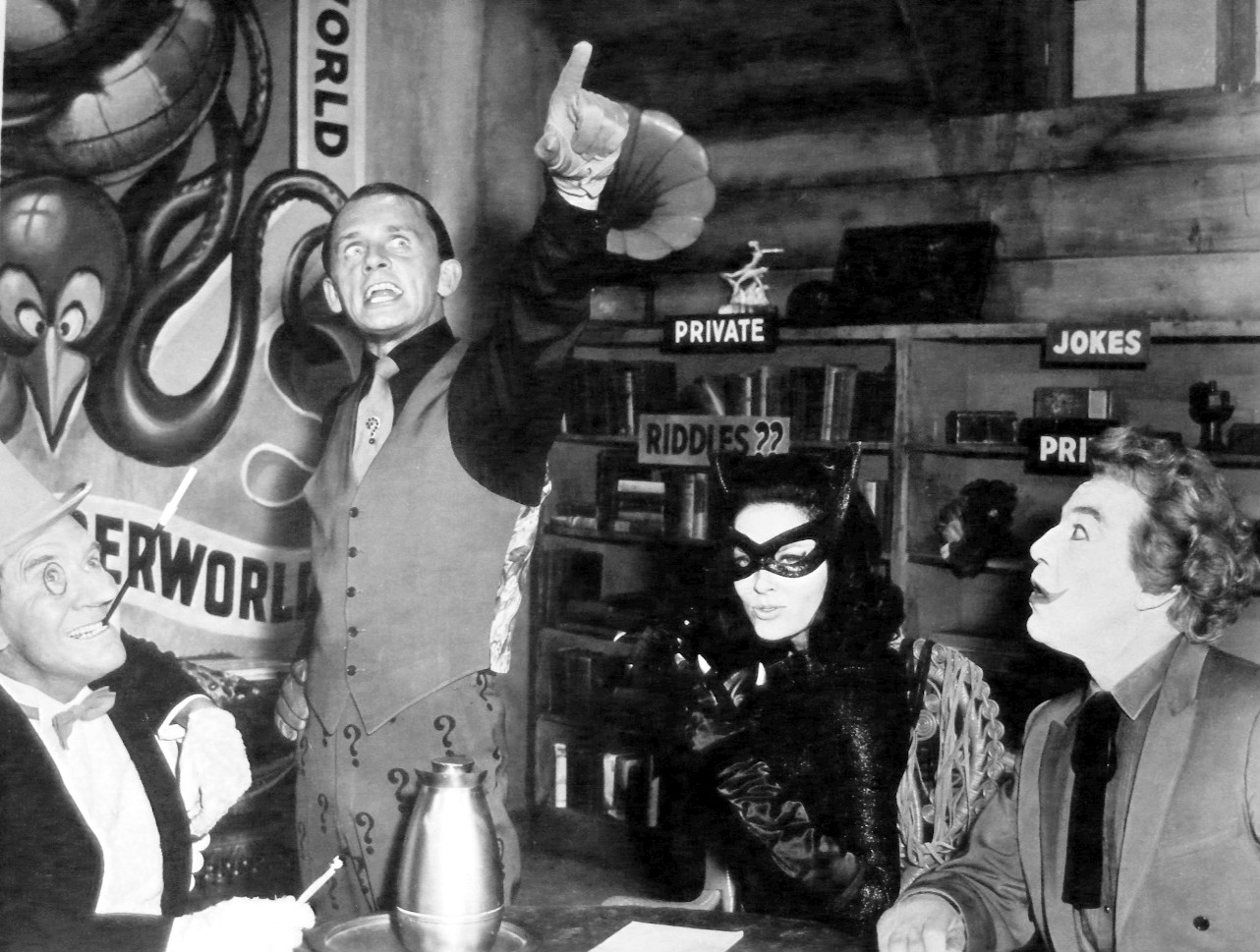
Суперзлодеи из фильма «Бэтмен» 1966 года, экранизации комиксов основанного на Бэтмене и одноимённом телешоу 1960-х годов. Слева направо: Пингвин, Загадочник, Женщина-кошка и Джокер.

Суперзлодей — тип злодея, чаще всего присутствующий в комиксах, экшн-фильмах и в научной фантастике.
Обычно суперзлодеи имеют соразмерные с супергероями силы. При отсутствии таких сил суперзлодеи часто обладают высоким интеллектом, с помощью которого они могут создавать фантастические устройства для борьбы со своими противниками. Во многих случаях суперзлодеи имеют общие характеристики и черты с диктаторами, гангстерами и террористами из реального мира и грезят о мировом господстве.

## История
Одним из первых суперзлодеев был Джон Девил, прото-Фантомас, созданный Полем Февалем в 1862 году. В 1891 году впервые появился профессор Мориарти, заклятый враг Шерлока Холмса, созданного Артуром Конаном Дойлем. Доктора Фу Манчу, созданного Саксом Ромером, считают одним из предшественников суперзлодеев, так как он имел садистские наклонности, стремился к мировому господству и использовал специальные ловушки для своих врагов. Также суперзлодеем можно назвать Гриффина из «Человека-невидимки» Герберта Уэллса, так как он мечтал о мировом господстве и обладал способностью невидимости. Ещё один предшественник суперзлодеев — Людвиг Штирнер из «Властелина мира» Александра Беляева с его умением передавать мысли на расстоянии, которое он использовал для достижения мирового господства.
Первым суперзлодеем, кто носил необычный костюм, был Молния (англ. Lightning) из фильма The Fighting Devil Dogs [en] 1938 года. Первым суперзлодеем, который регулярно сражался с супергероем, стал Ультра-Гуманит, впервые появившийся в комиксе Action Comics #13 (1939 год).

## Известные суперзлодеи
Джокер, Лекс Лютор, Брейниак, Зелёный гоблин, Локи, Танос, Доктор Осьминог, Магнето, Красный Череп, Доктор Дум, Шреддер, Детстроук, Кингпин, Бейн, Ра’с аль Гул, и Дарксайд известные мужские суперзлодеи из комиксов и были адаптированы для кино и телевидения. Некоторые известные примеры женских суперзлодеев Гепарда, Мистик, Харли Квинн, Талия аль Гул, Ядовитый Плющ, Хела и Тёмный Феникс.
Как супергерои, суперзлодеи иногда являются членами групп суперзлодеев, таких как Зловещая шестёрка, Отряд самоубийц, Братство мутантов, Лига Несправедливости, Легион Смерти, и Мастера Зла.
Главный злодей Джеймса Бонда Эрнст Ставро Блофельд (известный тем, что часто появлялся на кресле, поглаживая своего персидского кота и часто оставлял своё лицо невидимым для зрителей на экранах), стал влиять на тропы суперзлодеев в кинематографе, включая такие пародии, как Доктор Зло и его кот мистер Бигглсуорт из серии фильмов Остина Пауэрса.